# Myctophiformes
Los mictofiformes o peces linterna (Myctophiformes) son un orden de peces marinos teleósteos, el único incluido en el superorden Scopelomorpha de los acantopterigios. Su nombre procede del griego mykter (nariz) + del griego ophis (serpiente) + del latín forma (forma, terminación usada para los órdenes), en alusión a la forma de su extremo anterior. Aparecen por primera vez en el registro fósil durante el cretácico tardío.
Todos son peces carnívoros bento-pelágicos de aguas profundas, de notable parecido con el orden Aulopiformes.
Tienen la cabeza y el cuerpo muy comprimidos. con la boca normalmente grande y terminal. En cuanto a las aletas tienen una aleta adiposa y las aletas pélvicas presentan 8 radios. Tienen de 7 a 11 hendiduras branquiales.

## Sistemática
Existen dos familias, la primera son los más abundantes:
- Familia Myctophidae - Peces linterna
- Familia Neoscopelidae - Linternillas

## Imágenes

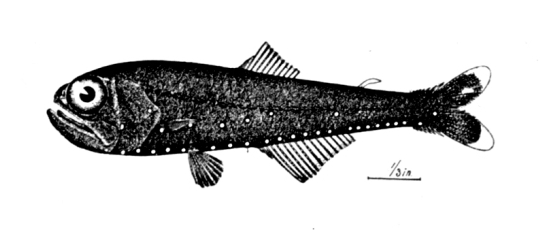
Benthosema glaciale
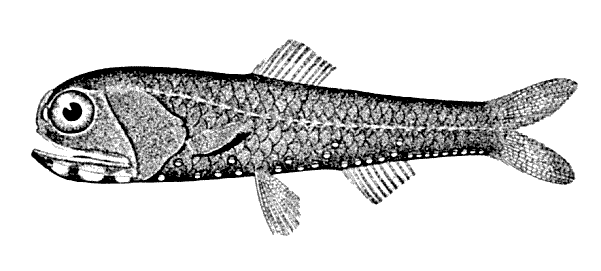
Diaphus theta
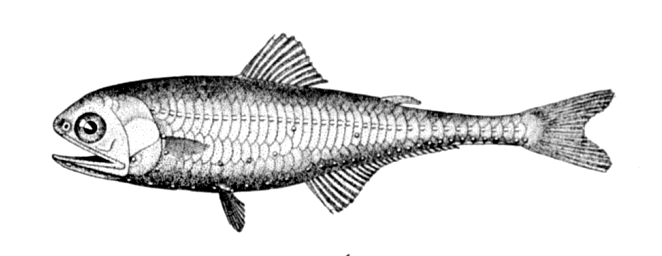
Gonichthys cocco
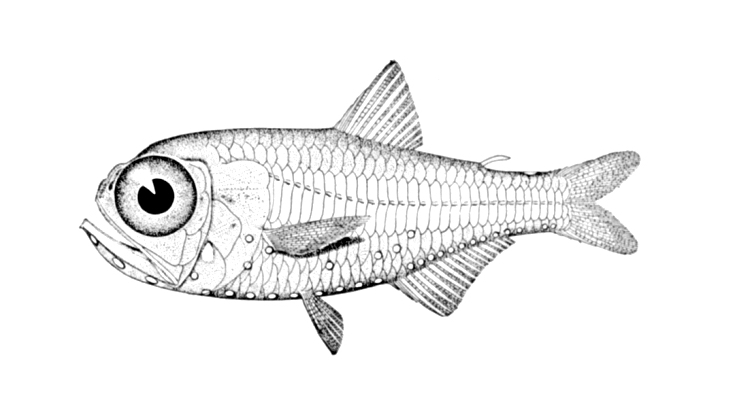
Electrona risso
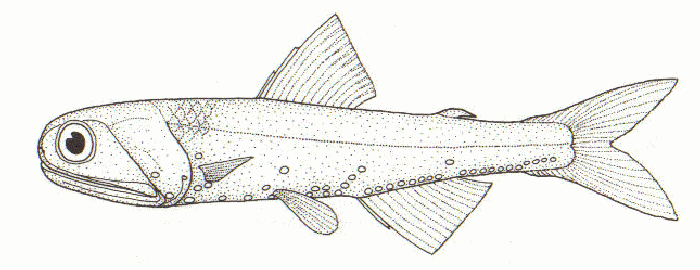
Lampanyctodes hectoris
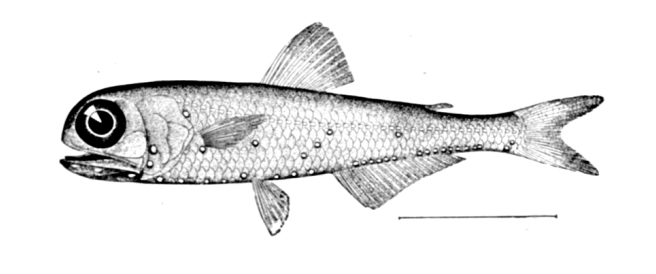
Myctophum punctatum
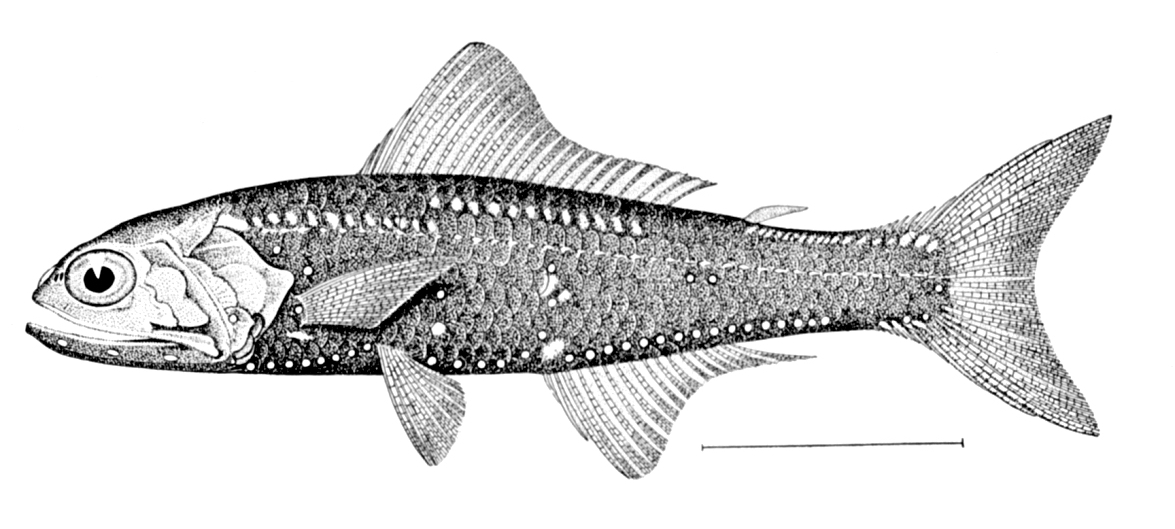
Notoscopelus resplendens
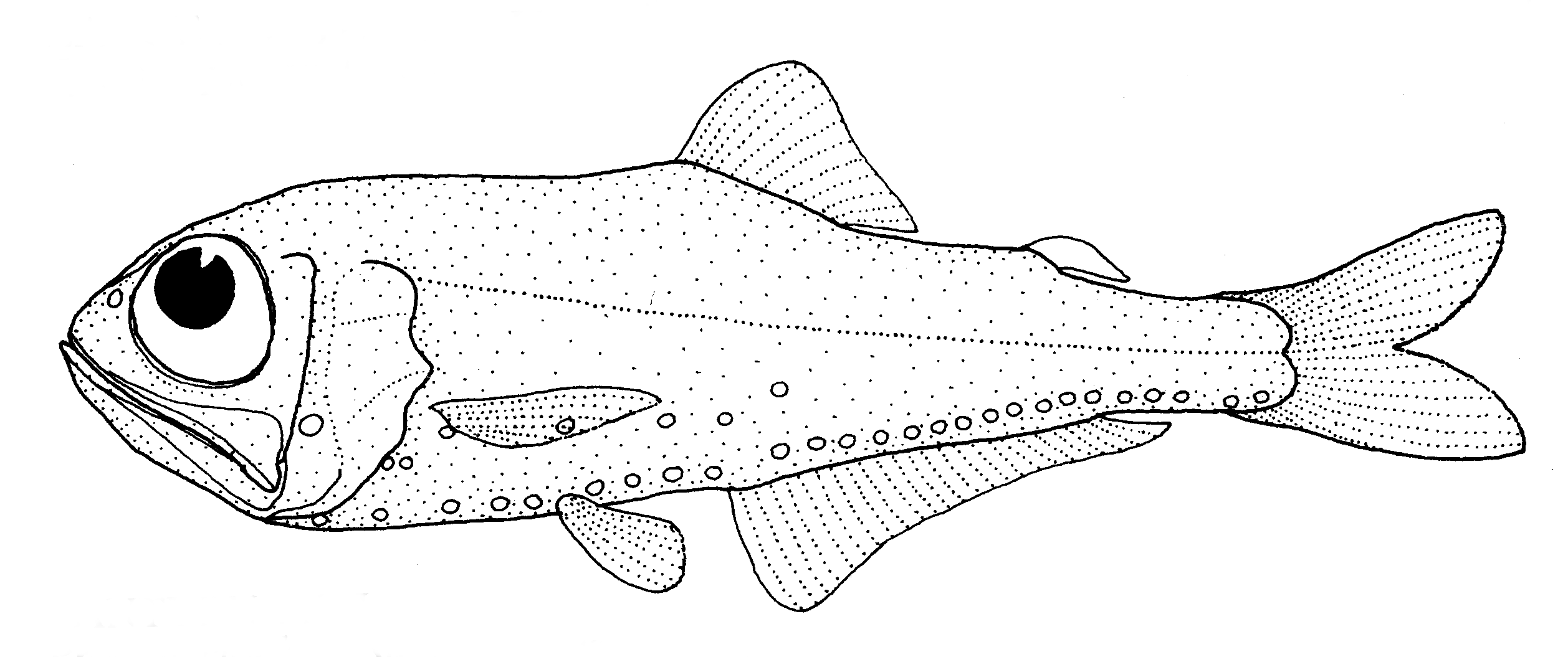
Protomyctophum subparallelum
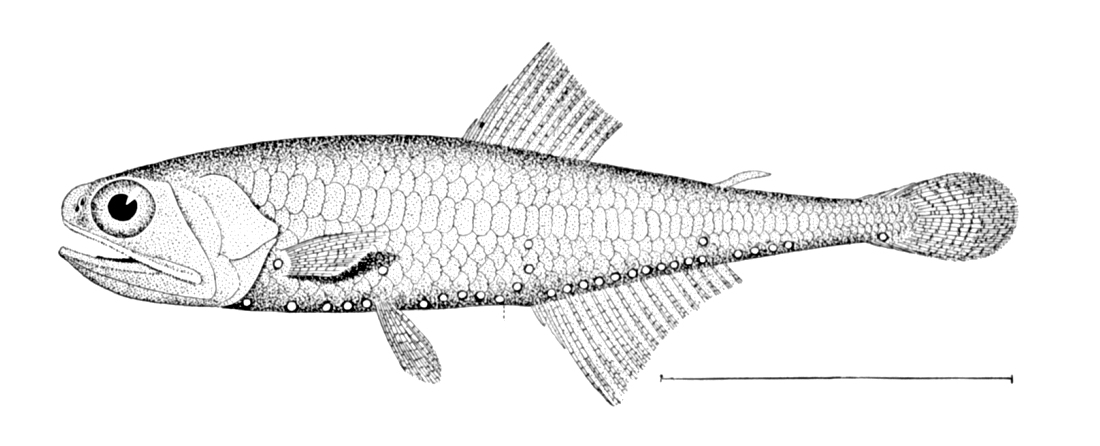
Tarletonbeania crenularis
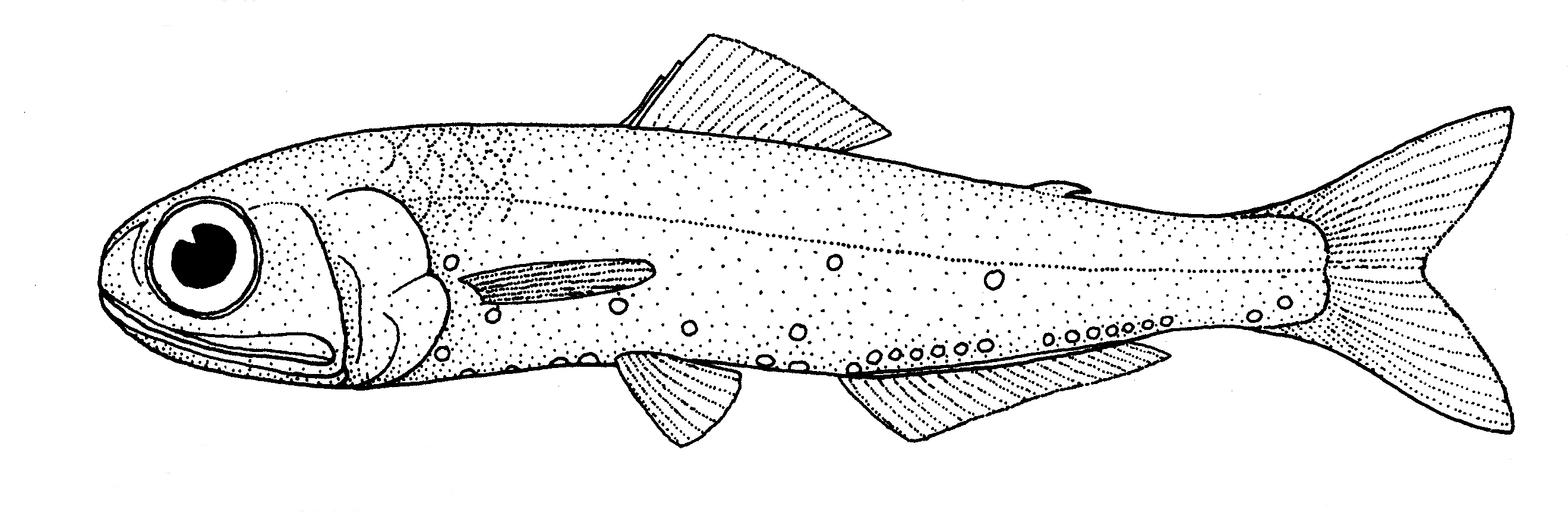
Symbolophorus barnardi
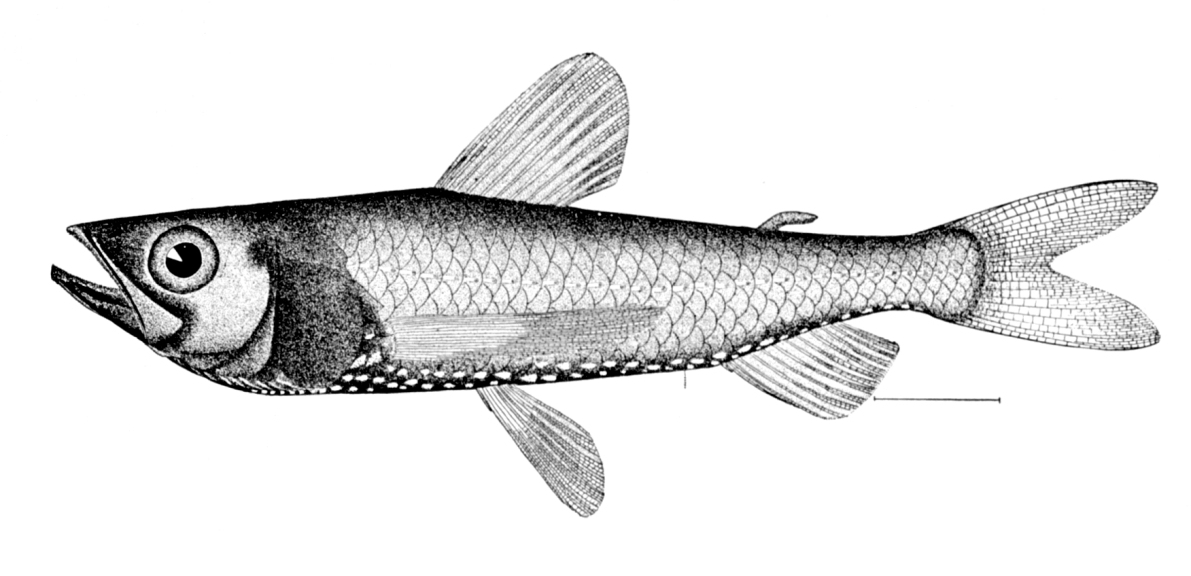
Neoscopelus macrolepidotus